# Nejvyšší rada (Kyrgyzstán)
Nejvyšší rada (kyrgyzsky Жогорку Кеңеш, Žogorku Keňeš, rusky Верховный Совет, Verchovnyj Sovet) je jednokomorový parlament Kyrgyzské republiky. Do roku 1991 byl znám jako Nejvyšší sovět Kyrgyzské sovětské socialistické republiky.
Parlament má 90 křesel a jeho členové jsou voleni na pětileté období dvěma způsoby: poměrným hlasováním podle stranických seznamů (54 křesel) a hlasováním podle pořadí hlasů (36 křesel).

## Historie
Za sovětské vlády byl znám jako Nejvyšší sovět Kyrgyzské SSR.
Od srpna 1991, kdy Kyrgyzstán získal nezávislost na Sovětském svazu, do října 2007, kdy byla v referendu změněna ústava, se Nejvyšší rada skládala ze Zákonodárného shromáždění (kyrgyzsky Мыйзам Чыгаруу Жыйыны, Myjzam Čygaruu Žyjyny, horní komora) a Shromáždění lidových zástupců (kyrgyzsky Эл Окулдор Жыйыны, El Okuldor Žyjyny, dolní komora) se 60 členy. Členové obou komor byli voleni na pětileté období. Ve Shromáždění lidových zástupců bylo všech 45 členů voleno v jednomandátových volebních obvodech; v Zákonodárném shromáždění bylo 45 členů voleno v jednomandátových volebních obvodech a 15 členů bylo zvoleno prostřednictvím stranických kandidátních listin.
Od října 2007 je Nejvyšší rada jednokomorovým zákonodárným sborem. Původně ji tvořilo 90 členů, avšak když byl v roce 2010 během kyrgyzské revoluce svržen prezident Kurmanbek Bakijev, byla přijata nová ústava, která zvýšila počet členů na 120. V roce 2007 byla přijata nová ústava, podle níž se počet členů zvýšil na 20. Strany jsou omezeny na 65 křesel, aby se zabránilo koncentraci moci. Hlasování o nové ústavě snížilo počet křesel v parlamentu o 25 %, čímž se počet křesel vrátil na 90.

## Volební systém
Z 90 křesel v Nejvyšší radě je 54 voleno poměrným zastoupením v jednom celostátním volebním obvodu a 36 v jednomandátových obvodech. Aby strany získaly křesla, musí překročit celostátní volební práh 5 % odevzdaných hlasů (oproti 7 % ve volbách v říjnu 2020) a získat alespoň 0,5 % hlasů v každém ze sedmi regionů. Seznamy jsou otevřené, voliči mohou odevzdat jeden preferenční hlas. Žádná strana nesmí získat více než polovinu poměrných mandátů. Na stranických kandidátních listinách musí být nejméně 30 % kandidátů každého pohlaví a každý čtvrtý kandidát musel být jiného pohlaví. Každá kandidátní listina musí mít také nejméně 15 % kandidátů z etnických menšin a 15 % kandidátů mladších 35 let a nejméně dva kandidáty se zdravotním postižením.

## Předsedové
Prvním zákonodárným sborem Kyrgyzstánu byl do roku 1994 Nejvyšší sovět.
V roce 1995 byl ustaven dvoukomorový zákonodárný sbor, který byl v roce 2005 nahrazen jednokomorovým zákonodárným sborem, Nejvyšší radou.

### Předsedové Shromáždění lidových zástupců Kyrgyzstánu (1995–2005)
| Osoba                | Vstup do úřadu     | Odchod z úřadu     |
| -------------------- | ------------------ | ------------------ |
| Almanbet Matubraimov | 28. března 1995    | 26. listopadu 1997 |
| Abdygany Erkebaev    | 26. listopadu 1997 | duben 2000         |
| Altaj Börübaev       | 25. dubna 2000     | 24. března 2005    |
| Muratbek Mukašev     | 24. března 2005    | 25. března 2005    |
| Zdroj:               |                    |                    |

### Předsedové Zákonodárného shromáždění Kyrgyzstánu (1995–2005)
| Osoba              | Vstup do úřadu     | Odchod z úřadu     |
| ------------------ | ------------------ | ------------------ |
| Mukar Čolponbaev   | 29. března 1995    | 15. listopadu 1996 |
| Usup Mukambaev     | 15. listopadu 1996 | 14. dubna 2000     |
| Abdygany Erkebaev  | 15. dubna 2000     | 24. března 2005    |
| Išenbaj Kadyrbekov | 24. března 2005    | 25. března 2005    |
| Zdroj:             |                    |                    |

### Předsedové Nejvyšší rady (od 2005)
| Osoba                | Vstup do úřadu    | Odchod z úřadu    | Ref           |
| -------------------- | ----------------- | ----------------- | ------------- |
| Ömürbek Tekebaev     | 27. března 2005   | 27. února 2006    | [ 12 ]        |
| Marat Sultanov       | 2. března 2006    | 22. října 2007    | [ 13 ] [ 14 ] |
| Adahan Madumarov     | 24. prosince 2007 | 29. května 2008   | [ 15 ]        |
| Ajtibaj Tagaev       | 29. května 2008   | 17. prosince 2009 | [ 16 ]        |
| Zajnidin Kurmanov    | 24. prosince 2009 | 6. června 2010    |               |
| Achmatbek Keldibekov | 17. prosince 2010 | 14. prosince 2011 | [ 17 ]        |
| Asylbek Žeenbekov    | 21. prosince 2011 | 13. dubna 2016    | [ 18 ]        |
| Čynybaj Tursunbekov  | 27. dubna 2016    | 25. října 2017    | [ 19 ]        |
| Dastan Žumabekov     | 25. října 2017    | 6. října 2020     | [ 20 ]        |
| Myktybek Abdyldaev   | 6. října 2020     | 10. října 2020    |               |
| Kanatbek Isaev       | 13. října 2020    | 4. listopadu 2020 |               |
| Talant Mamytov       | 4 November 2020   | 5. října 2022     |               |
| Nurlanbek Šakiev     | 5. října 2022     | úřadující         |               |

## Volby
- Parlamentní volby v Kyrgyzstánu 2005
- Parlamentní volby v Kyrgyzstánu 2007
- Parlamentní volby v Kyrgyzstánu 2010
- Parlamentní volby v Kyrgyzstánu 2015
- Parlamentní volby v Kyrgyzstánu 2020
- Parlamentní volby v Kyrgyzstánu 2021